# Hirók (Hősök)
Az Hirók a Hősök című televíziós sorozat ötödik epizódja.

## Cselekmény
|  | Alább a cselekmény részletei következnek! |

A metrón mindenki megállt, csak Peter és Hiro nem. Hiro a jövőből jött, hogy átadjon egy üzenetet Peternek. Az üzenet: Mentsd meg a pom-pom lányt, mentsd meg a világot! És el kell mennie Isaachez, aki tudni fogja, hogy miről van szó. Hiro nem marad sokáig, Peter pedig utána ordibál. Mohinder hülyének nézi, nem akar visszamenni Isaachez, és otthagyja Petert, hogy visszamenjen Indiába.
Clairet a baleset után beviszik a kórházba, ahol Brody is ott van. Clairehez bemegy az apja, akinek elmondja, hogy direkt ment neki a falnak, és hogy Brody megpróbálta megerőszakolni. Mr. Bennet bosszút áll Claire miatt Brodyn, úgy, hogy kitörölteti az emlékeit.
Nathant kiviszi A Haitii és Mr. Bennet. Amikor Mr. Bennet telefonja csörög, nem figyel Nathanre, aki elszalad, de utolérik és bekerítik. Ekkor Nathan elrepül előlük.
Nikit eközben kikérdezik, hogy mit csinált Nathannel, akinek fogalma sincs arról, hogy mit keres a lakosztályban. El akarják vinni, de Linderman asszisztense megállítja őket. Ms. Sakamoto megmutatja az éjszakáról készült felvételt Nikinek, aki ezzel rendezte a tartozását. Csak ő nem emlékszik rá, hogy mi történt azután, hogy elment.
Janice hívogatja a rendőrséget, hogy megtalálja Mattet, akit a kanapén talál meg. Janice teljesen kiborult, nagyon aggódott érte. És azt is megtudta, hogy Matt az FBI-al dolgozik. Hogy kiengesztelje Janicet, rendel neki vacsorát, és megbeszélik a problémáikat. Janicet teljesen lenyűgözi Matt, a kedvenc borával, a kedvenc ételével, a kedvenc zenéjével… Kicsit furának is tartja a dolgot, azt hiszi, hogy Matt megcsalta, de végül az ágyban kötnek ki. Utána Matt elszalad jégkrémét, a boltot azonban pont ki akarja rabolni egy férfi, akinek hallja a gondolatait. Odamegy hozzá, és elveszi a fegyverét, amitől azonban mindenki megijed, mert azt hiszik Matté a fegyver.
Hirot és Andot kidobják egy kocsiból a sivatag közepén, de a közelben van egy étkezde és bemennek. Összevesznek, és Ando otthagyja Hirot. Hiro kinéz az ablakon, Nathan pedig ott száll le a repülés után. Csak Hiro látja az egészet, és teljesen bezsong. Odamegy Nathanhez, és elmondja, hogy látta repülni, de Nathan letagadja a dolgot.
Hiro elmondja neki, hogy ő meg tud teleportálni, Nathan pedig nem hisz neki és elmegy. De előtte megkérdezi, hogy mi lett a szavazáson, Hiro pedig elmondja, hogy ő fog nyerni. Ezután Hiro is Nathannel megy Las Vegasba. Mikor megérkeznek Hiro visszamegy a kocsijához, de rájön, hogy nem tud vezetni, a leírás pedig angolul van.
Nathan visszamegy a hotelbe, összefut Nikivel, aki elmondja neki, hogy meg akarják Nathant zsarolni a kazettával. Nikit otthon rendőrök várják, mert a közelben látták a férjét, DL-t. Ekkor jelentik, hogy valaki jön a házhoz, de csak Ando az.
Niki meglepődik, majd elküldi Andot. A rendőrök is elmennek, csak egy kocsit hagynak ott, hogy ha DL megjelenik, a közelben legyenek. De DL már a házban van…
Hiro a kocsinál van, és Ando is odamegy, aki azt javasolja, hogy hívják fel újra Isaacet.
Peter elmegy Isaachez, hogy segítséget kérjen tőle, de ő maga alatt van Simone miatt. Peter megnézi Isaac képeit, és összerakja egy képregényként a Hirot, Andot, Clairet és őt ábrázoló képeket. Végül pedig befejezi azt, amit Claireről festett, mert Isaac közelében ő is le tudja festeni a jövőt. A képen pedig a vérbefagyott Claire van.
Ekkor már Isaac is úgy gondolja, hogy meg kell menteni a pom-pom lányt. Ekkor csörög a telefon, és Peter megmondja Hironak, hogy van egy üzenete, amit át kell adnia.

## Elbeszélés
Amikor változás közelít, egyes fajokban feltámad a vándorlási ösztön. Zugmorohénak hívják a kényszert, amely messzi tájak felé vonzza a lelket. Követve egy szagot a szélben, egy csillagot az égen. Ősi üzenet ez, hogy a rokonok útra keljenek, hogy valahol összegyűljenek. Azután csak reménykednek, hogy túl élik a beköszöntő kegyetlen időszakot.